# Iron Man (nummer)
Iron Man is een liedje door de metalband Black Sabbath. Het liedje verscheen in Black Sabbath’s tweede album ‘Paranoid’ uit 1970. Iron Man is een van de eerste liedjes die echt heavy metal genoemd kan worden.